# Peter Freistadt
Peter Freistadt (13. října 1931 Bratislava – 14. ledna 2000 Jeruzalém), byl československo-izraelský divadelní, televizní a filmový režisér, produkční a producent. Řadu let působil jako prezident Izraelské filmové a televizní akademie (The Israeli Academy of Film and Television).

## Mládí
Narodil se v Bratislavě manželům Vojtechovi a Ireně, rozené Reifové. Rodina Freistadtových byla asimilovaná židovská rodina, na bratislavské poměry poměrně zámožná. Peterův dědeček Emil Freistadt vlastnil mimo jiné obchodní dům v centru Bratislavy, díky čemuž si mohl pořídit jednu z nejluxusnějších bratislavských vil té doby, tzv. Erdödyho vilu, rovněž známou jako letohrádek Tivoli. V Bratislavě také otevřel pobočku mezinárodně proslavené hudební značky His Master's Voice.
S rozpadem prvorepublikového, resp. druhorepublikového Československa na přelomu let 1938 a 1939 se z Bratislavy rychle vytratila relativní národnostní snášenlivost. Se vznikem Slovenského státu tamní vláda začala veřejně podporovat antisemitismus a omezovat občanská práva slovenských Židů. Stejně jako ostatní židovské rodiny se museli i Freistadtovi podřídit mnoha antisemitským společenským restrikcím. Z krásné vily byli vystěhováni do těsného bytu. Dosavadní respekt k úspěšné rodině nahradilo veřejné ponižování. Nezbytnou povinností oděvu každého člena rodiny se stala nášivka se žlutou hvězdou. Dědečkův obchodní dům byl arizován (legálně uloupen) úplně cizími lidmi. Rodinnou pobočku His Master's Voice se rodině podařilo zachránit, protože ji včas formálně nechala přepsat na rodinnou přítelkyni, která nebyla Židovka.
Když pak Slovensko dobrovolně nabídlo své Židy nacistickému Německu a v březnu 1942 vyjel ze Slovenska do Osvětimi první transport místních Židů, začalo jít o život. Rodině Freistadtových se v první vlně transportů, probíhajících až do podzimu 1942, podařilo úředně vyreklamovat. Když ale byly likvidační transporty na podzim 1944 obnoveny, žádný Žid už neměl na Slovensku zůstat. Pro třináctiletého Petera matka zajistila tajný úkryt v rodině svědků Jehovových, kteří ho laskavě přijali, ačkoli sami žili v náboženské ilegalitě, protože klerofašistický stát jejich náboženství pronásledoval. Jejich domek na okraji Bratislavy byl ale nenápadným útočištěm mimo centrum města, čehož také Peter opakovaně zneužíval.
Peter Freistadt se v této rodině úspěšně skrýval téměř půl roku, než k nim začátkem jara 1945 vpadlo bratislavské gestapo. Chlapec byl odveden a přes koncentrační tábor v Seredi odtransportován do židovského ghetta v Terezíně. Kdyby se tak dlouho úspěšně neskrýval, pokračoval by odtud do Osvětimi. Teď už se ale transporty zastavily a za několik dní přišel konec války. Ze stejného důvodu už nestihli nacisté potrestat ani Peterovy zachránce v Bratislavě. Válka skončila.

## Poválečný život
Po návratu do Bratislavy Peter zjistil, že oba jeho rodiče nacisté zavraždili v Osvětimi. Bratr byl zřejmě zabit během jednoho z pochodů smrti. Zachránili se ale prarodiče a dva strýcové, kteří se o něho zpočátku postarali. S chlapcem v pubertě, který měl najednou plno svobody, to ale neměli lehké. Peter propadl mánii nočního života a nekontrolovatelné rozhazovačnosti. Víc než deset let nedokázal spořádaně žít a šel z problému do problému.
Situace se začala měnit až koncem padesátých let. Po nepovedeném startu u slovenského státního filmu získal skrze osobní přímluvu místo v tehdejší Československé televizi jako asistent a následně také režisér. V Praze vystudoval FAMU a začal pracovat jako asistent režie ve filmových studiích na Barrandově. Další příležitost dostal v divadle, kde začínal jako asistent Otomara Krejčí. Později úspěšně působil v Šumperku a další angažmá získal v Příbrami. Osobní život neměl ale zdaleka uspořádaný. Staré zlozvyky ho doháněly.

## Emigrace
V roce 1964 odcestoval na turistické vízum do Izraele s vizí navázat kontakty s tamními divadelníky. Emocionální souznění s tamním prostředím do zasáhlo tak prudce, že když se měl v únoru 1965 vrátit zpět do Československa, na tel avivském letišti byl pozastaven odlet letadla. Peter Freistadt se z něj totiž rozhodl na poslední chvíli vystoupit a zůstat v Izraeli.
V Izraeli zpočátku působil jako divadelní režisér. Posléze začal režírovat a produkovat různé hrané a dokumentární filmy. Příležitostně působil i jako herec. V americkém celovečerním filmu The Ambassador (1984) dokonce spolupracoval s několika předními americkými herci. Postupně byl také čím dál aktivnější jako organizátor v různých oblastech izraelského filmového a televizního průmyslu.

## Osobní život
V letech 1958–1964 žil v jedné domácnosti s televizní dramaturgyní Helenou Slavíčkovou v Černošicích u Prahy, která mu (podle jeho slov) pomohla najít ztracenou důstojnost, o kterou se připravil během předešlé dekády.
Ze vztahu s herečkou Bohumilou Douskovou se mu ještě v Československu narodila dcera Irena, pozdější úspěšná spisovatelka (Hrdý Budžes, Oněgin byl Rusák aj.), která téma židovství a holokaustu zmiňuje i ve svém Hrdém Budžesovi. V Izraeli se Peter Freistadt v roce 1966 oženil s herečkou Becky Sozin, se kterou měl následně syna Uriho a dceru Rachel.

## Filmová, divadelní a televizní tvorba (výběr)
- Divadlo ľudu. Režie, námět, scénář Jozef Medveď, asistent vedoucího výroby Peter Freistadt. Dokumentární film o rozvoji divadelnictví na Slovensku. Československý štátny film, Bratislava, Československo 1950.
- Zem môže dať viac. Režie, námět, scénář Stanislav Barabáš, technická spolupráce Peter Freistadt. Československý štátny film, Bratislava 1950.
- Manon Lescaut. Divadelní inscenace hry V. Nezvala. V hlavní roli Blanka Bohdanová. Režie Karel Novák, asistent režie Peter Freistadt. Divadlo E. F. Buriana, Praha 1961.
- Poprask na laguně. Komedie C. Goldoniho. V hlavní roli Ladislav Pešek. Režie Miroslav Macháček, asistent režie Peter Freistadt. Stavovské divadlo, Praha 1961.[15][16]
- Majitelé klíčů. Divadelní hra. Režie Peter Freistadt. Divadlo Šumperk 1962.[17]
- Vánice. Filmové drama. Hrají: Ivo Palec, Zuzana Fišárková, Josef Mixa, Michaela Bendová, Vladimír Menšík, Slávka Budínová, Josef Hlinomaz, Rudolf Jelínek aj. Režie Čeněk Duba, asistent režie Peter Freistadt. Československo 1962.[18]
- Romeo a Julie. Divadelní zpracování předlohy W. Shakespeara. Hlavní role: Jan Tříska, Marie Tomášová. Režie Otomar Krejča, asistent režie Peter Freistadt. Národní divadlo, Praha 1962–1963.[19]
- Sabina V'Hagvarim. Filmové drama. Režie Peter Freistadt. Izrael, 1966.
- Haminiyah Leretzach. Filmové drama. Režie Peter Freistadt. Izrael, 1967.
- The Ambassador. Válečné drama. Epizodní role laboratorního manažera. USA, 1984.
- Das Schweigen des Dichters. Drama. Epizodní role Dr. Maxe. SRN, 1986.
- A svět je den ode dne těsnější… Stylizovaný dokument o Franzi Kafkovi. Režie Peter Freistadt. Československo – Izrael, 1992.
- Domov ztracený – Domov nalezený – Opět doma. Dokumentární pásmo. Jeden z přeživších pamětníků. Česká televize, 1996.

## Překlady
- Lichardová, Oľga: Vyměněná princezna. Pohádková veselohra o třech dějstvích. Přeložil Petr Freistadt. Dilia, Praha 1961.
- Székely, János: Pokušení. Z maďarštiny. přeložili Petr Freistadt a Helena Slavíčková. SNKLU, Praha 1963.
- Solovič, Ján: Za pět minut bude půlnoc. Přeložili a upravili Eva Uhlířová a Petr Freistadt. Dilia, Praha 1963.